# Alfredo Nan de Allariz
Alfredo Fernández, conocido como Alfredo Nan de Allariz (Ginzo de Limia, 13 de mayo de 1875 - Madrid, 26 de mayo de 1927), fue un escritor español.

## Trayectoria
Siendo muy joven emigró a Argentina donde se dedicó al comercio. Fue colaborador de El Eco de Galicia destacando como poeta y dramaturgo. Regresó a España donde concluyó sus estudios de Bachillerato e inició la carrera de Derecho. Tras realizar un periplo por varias capitales americanas como actor y autor teatral, llegó a Cuba en 1904.
En La Habana fue nombrado secretario de la sección de propaganda del Centro Gallego y secretario de la Asociación Iniciadora y Protectora de la Academia Gallega. Fue director de la Compañía de Esperanza Iris en su primera época y administrador del Teatro Nacional de La Habana, dependiente del Centro Gallego. En 1914 fundó en La Habana el periódico O Tío Marcos. Además de su labor periodística, fue propietario de las fábricas de tabaco La Flor de Lis y Galatea.
Destacó también como compositor musical de zarzuelas, piezas costumbristas y operetas. Fue autor de la zarzuela O zoqueiro de Vilaboa.
Hacia 1920 abandonó Cuba y regresó a España, instalándose en Madrid y trabajando en un teatro. Allí moriría en mayo de 1927.

## Obra

### En gallego
- Recordos de un vello gaiteiro. Monólogo en verso gallego, 1904 (obra teatral)
- O zoqueiro de Vilaboa. Boceto de zarzuela gallega n´un acto e tres cuadros, 1907 (con música del propio autor)
- Fume de palla, coleución de versos gallegos, 1909

### En castellano
- A golpes de hacha: hachazos poéticos, 1913
- Del salón al sotabanco: (escenas de amor y navajazos y opulencias y miserias entre damas y rufianes), 1920 (narrativa)
- Un gallego en Madrid, visita de Xan Peisano al Presidente del Consejo, 1923

## Biblioteca virtual
|                                                               |
| Recordos dun vello gaiteiro, monólogo en verso gallego, 1904. |

|                                                                                   |
| O zoqueiro de Vilaboa, boceto de zarzuela gallega n'un acto e tres cuadros, 1907. |

|                                                    |
| Fume de Palla, coleución de versos gallegos, 1909. |

|                                                                              |
| Un gallego en Madrid, visita de Xan Peisano al Presidente del Consejo, 1923. |